# Myospalacini
Myospalacini – plemię gryzoni z podrodziny cokorów (Myospalacinae) w obrębie  rodziny ślepcowatych (Spalacidae).

## Rozmieszczenie geograficzne
Plemię obejmuje gatunki występujące w Azji.

## Podział systematyczny
Do plemienia należą następujące występujące współcześnie rodzaje:
- Myospalax Laxmann, 1769 – cokor
- Eospalax G.M. Allen, 1938 – cokornik

Opisano również rodzaje wymarłe:
- Allosiphneus M. Kretzoi, 1961[12]
- Episiphneus M. Kretzoi, 1961[13]
- Mesosiphneus M. Kretzoi, 1961[13]
- Yangia Zheng Shaohua, 1997[14]